# Deneb Kaitos
Deneb Kaitos (arab. Schwanz des Ungeheuers) ist die Bezeichnung des Sterns β Ceti (Beta Ceti). Deneb Kaitos hat eine scheinbare Helligkeit von 2,04 mag und ist damit (trotz seiner Bezeichnung) heller als α Ceti und hellster Stern im Sternbild Walfisch. Er ist ein Oranger Riese (Red Clump Star) vom Spektraltyp K0 in einer Entfernung von knapp 100 Lichtjahren (Hipparcos Datenbank).
Deneb Kaitos wird manchmal auch Diphda (Frosch) genannt. Andere Namen: Difda al Thani von الضفدع الثاني aḍ-ḍafdaʿ aṯ-ṯānī ‚der zweite Frosch‘ („der erste Frosch“ ist Fomalhaut), sowie gleichbedeutend Rana Secunda.
Die IAU hat am 21. August 2016 den Eigennamen Diphda als standardisierten Eigennamen für diesen Stern festgelegt.